# Durrenjaure (Tärna socken, Lappland)
Durrenjaure är en sjö i Storumans kommun i Lappland och ingår i Umeälvens huvudavrinningsområde. Sjön har en area på 0,0629 kvadratkilometer och ligger 1 025 meter över havet.

## Delavrinningsområde
Durrenjaure ingår i det delavrinningsområde (727918-144936) som SMHI kallar för Mynnar i Ropen. Medelhöjden är 927 meter över havet och ytan är 15,47 kvadratkilometer. Räknas de 2 avrinningsområdena uppströms in blir den ackumulerade arean 28,35 kvadratkilometer. Vattendraget som avvattnar avrinningsområdet har biflödesordning 3, vilket innebär att vattnet flödar genom totalt 3 vattendrag innan det når havet efter 396 kilometer. Avrinningsområdet består mestadels av kalfjäll (97 procent). Avrinningsområdet har 0,06 kvadratkilometer vattenytor vilket ger det en sjöprocent på 0,4 procent.